# Edward Rutledge
Edward Rutledge (Charleston, 23 novembre 1749 – Charleston, 23 gennaio 1800) è stato un politico e militare statunitense.

## Biografia
Figlio di un medico immigrato di origini irlandesi, Edward Rutledge nasce a Charleston nel 1749, l'anno successivo, il 25 dicembre, rimane orfano di padre rimanendo solo con la madre e gli altri sei fratelli e sorelle. Privo di una figura paterna viene messo sotto le ali di un tutore che provvede alla sua educazione, all'età di vent'anni, dopo aver manifestato il desiderio di diventare avvocato, viene mandato in Inghilterra a completare gli studi, nel 1773, quando ritorna, inizia il praticantato. L'anno successivo si batte per la scarcerazione di un uomo che era stato arrestato per aver scritto un articolo sgradito alla Corona facendo di Rutledge un eroe locale. Sempre nel 1774, a soli 25 anni viene mandato insieme al fratello al suocero al First Continental Congress, la prima impressione che fece non fu delle migliori, quasi calvo, corpulento e giovane, ma sfoggiò presto le proprie doti di buon senso e logica, diventando, nel giro di un paio di anni un membro influente del Congresso.
All'inizio Rutledge non era favorevole alla totale indipendenza delle colonie, era piuttosto incline ad un'autonomia sotto l'egida della corona, entro l'estate del 1776 tuttavia si rese conto che se non ci si muoveva compatti non si sarebbe avuta ne l'una ne l'altra cosa, ragion per cui diede l'appoggio della Carolina del Sud a favore della causa indipendentista diventando il più giovane firmatario della Dichiarazione d'indipendenza. Il suo desiderio di tornare all'avvocatura viene fermato dalla necessità che imbracci le armi nella guerra, partecipa alla Battaglia di Beaufort nel 1779 e nel 1780 a seguito della caduta di Charleston viene imprigionato e rimarrà in mano inglese fino all'anno seguente. Una volta liberato torna alla pratica legale rimanendo nella politica come membro del Partito Federalista. Nel 1798 viene eletto come Governatore della Carolina del Sud, tuttavia, malgrado sia ancora giovane, vede la sua salute declinare rapidamente e muore prima della scadenza del mandato all'inizio del 1800, e viene sepolto nella sua città natale accanto alla seconda moglie.